# Salzern
Saulxures (francès) o Salzern (alemany) és un municipi francès al departament del Baix Rin (regió del Gran Est). L'any 1999 tenia 252 habitants. Forma part del cantó de Mutzig, del districte de Molsheim i de la Comunitat de comunes de la Vall de la Bruche.
| 1962 | 1968 | 1975 | 1982 | 1990 | 1999 |
| ---- | ---- | ---- | ---- | ---- | ---- |
| 352  | 359  | 384  | 391  | 393  | 457  |

| Període   | Identitat    | Partit |
| --------- | ------------ | ------ |
| 2001-2008 | Gérard Oury  |        |
| 2008-     | Hubert Herry |        |